# Municipio de Kidder (Pensilvania)
El municipio de Kidder (en inglés: Kidder Township) es un municipio ubicado en el condado de Carbon en el estado estadounidense de Pensilvania. En el año 2000 tenía una población de 1.185 habitantes y una densidad poblacional de 6.6 personas por km².

## Geografía
El municipio de Kidder se encuentra ubicado en las coordenadas 40°59′59″N 75°42′29″O / 40.99972, -75.70806.

## Demografía
Según la Oficina del Censo en 2000 los ingresos medios por hogar en la localidad eran de $32,583 y los ingresos medios por familia eran $37,404. Los hombres tenían unos ingresos medios de $30,714 frente a los $26,250 para las mujeres. La renta per cápita para la localidad era de $18,719. Alrededor del 10,1% de la población estaban por debajo del umbral de pobreza.